# رشاشية سوداء
الرشاشية السوداء (الاسم العلمي: Aspergillus niger) فطر من أحد أنواع الرشاشيات وأكثرها انتشاراً. يسبب أمراضاً للفواكه والخضراوات يدعى بالعفن الأسود. يتنشر بشكل واسع في التربة بالإضافة لتواجده داخل المنازل كما في بواقى الطعام ومخلفات الزيوت، حيث من الممكن أن يتم الخلط بين مستعمراته السوداء والمستعمرات الناجمة عن ستاكي بوترس والتي تدعى أيضاً الفطر الأسود.
يميل بعض العلماء للقول بأن بعض ذراري الرشاشية السوداء تنتج ذيفانات يطلق عليها أوكراتوكسين. ولكن ليس هذا الوضع دائماً حيث يعارض البعض ذلك الادعاء بالقول بان التقارير السابقة ناتجة عن خطأ في التشخيص لأنواع الفطريات. حديثاً تم التوصل إلى شواهد بأن ذراري من الرشاشية السوداء تنتج فعلاً أوكراتوكسين أ.

## الإمراضية

### أمراض النباتات
تسبب الرشاشية السوداء عفناً أسود على البصل. إصابة شتلات البصل بالرشاشية السوداء يمكن أن يصبح جهازياً وتظهر عندما تكون الظروف مواتية فقط. كما يمكن للرشاشية السوداء أن تسبب مرض شائع يصيب البصل بعد القطف، حيث تظهر الأبواغ السوداء بين قشور البصل والحبة. ويسبب هذا الفطر أيضاً أمراضاً لكل من العنب والفول السوداني.

### أمراض الإنسان والحيوان
لا يسبب هذا الفطر أمراضاً للإنسان والحيوان بشكل شائع مالم يتم استنشاق كمية كبيرة من الأبواغ وبالتالي تنشأ مشاكل رئوية وتدعى بداء الرشاشيات. وينتشر هذا المرض بشكل خاص بين عمال البساتين حيث أنهم معرضون لاستنشاق غبار الخث والذي يكون غني بأبواغ الرشاشيات. كما تعتبر الرشاشية السوداء واحد من أهم أسباب فطار الأذن والذي يترافق بالإضافة للألم مع أضرار في القناة السمعية وغشاء الحلزون.

## الجينات
تم الانتهاء من كشف تسلسل الأحماض النووية للجينيوم لذريتين من الرشاشية السوداء.

## وصلات إضافية
- A. niger ATCC 1015 genome
- Aspergillus website (Manchester University, UK)
- Aspergillosis information (Center for Disease Control)
- تقرير منظمة الصحة العالمية عام1975 في microbial carbohydrase enzyme prepared from Aspergillus niger،المضافات الغذائية